# Anna Żakiewicz
Anna Żakiewicz, właściwie Anna Żakiewicz-Machowska (ur. 12 marca 1956 w Warszawie) – polska historyk sztuki, kustosz dyplomowany, pracownik Muzeum Narodowego w Warszawie. Znawczyni twórczości malarskiej Stanisława Ignacego Witkiewicza

## Życiorys
Jest absolwentką historii sztuki na Uniwersytecie Warszawskim (1983). Od 1982 pracowała w Muzeum Narodowym w Warszawie, od 1984 w Gabinecie Grafiki i Rysunków Współczesnych, w tym w latach 1996-2012 jako jego kurator. W 2007 obroniła w Instytucie Sztuki PAN pracę doktorską Młodzieńcza twórczość Stanisława Ignacego Witkiewicza 1900-1914 napisaną pod kierunkiem Wiesława Juszczaka, która w 2014 ukazała się drukiem jako Młodość chłopczyka. O wczesnej twórczości Stanisława Ignacego Witkiewicza 1900-1914
W latach 1985–1989 współpracowała z Ireną Jakimowicz monograficznej wystawy Witkacego w Muzeum Narodowym oraz katalogu twórczości artysty. Była też współautorką wystawy Formiści (1985 - MN w Warszawie) oraz autorką wystaw "...przyjemny nastrój po podwieczorku..." Rysunki Stanisława Ignacego Witkiewicza ze zbiorów Muzeum Narodowego i kolekcji prywatnej (Muzeum im. Anny i Jarosława Iwaszkiewiczów w Stawisku - 1995), Tadeusz Brzozowski 1918-1987. Wystawa monograficzna w 10 rocznicę śmierci (MN w Warszawie - 1997), Witkacy (Muzeum Teatralne w Petersburgu - 1998), Henryk Waniek. Miejsca magiczne (Galeria PBK SA - 1999), Roger Loewig (Muzeum Historyczne m.st. Warszawy - 1999),  Marek Jaromski. Niebieska moneta (Galeria PBK SA - 2000), Hommage a Paul Klee. Artyści polscy XX w. wobec teorii i praktyki artystycznej Paula Klee (MN w Warszawie - 2001), Witkacy — Chwistek — Strzemiński. Rysunki (Muzeum Ziemi Lubuskiej w Zielonej Górze - 2001), Pan Picasso i ja (Królikarnia - 2001), Witkacy. Pokaz kolekcji Muzeum Narodowego w Warszawie (MN w Warszawie - 2004), Władysław Hasior 1928-1999. Wystawa monograficzna (MN w Warszawie - 2005), Hasior (Muzeum Mazowieckie w Płocku - 2009).
Opublikowała m.in. Witkacy (Wyd. Dolnośląskie, 2004), Witkacy (Edipresse, 2005), Witkacy (Wydawnictwo BoSz, 2012 - album monograficzny)